# Alumínio (ort)
Alumínio är en ort i Brasilien.   Den ligger i kommunen Alumínio och delstaten São Paulo, i den sydöstra delen av landet, 900 km söder om huvudstaden Brasília. Alumínio ligger 789 meter över havet och antalet invånare är 16 845.
Terrängen runt Alumínio är platt österut, men västerut är den kuperad. Runt Alumínio är det ganska tätbefolkat, med 214 invånare per kvadratkilometer.. Närmaste större samhälle är São Roque, 12,9 km öster om Alumínio.
I omgivningarna runt Alumínio växer i huvudsak städsegrön lövskog.